# اندی رولینگ
اندی رولینگ (انگلیسی: Andy Rollings؛ زادهٔ ۱۴ دسامبر ۱۹۵۴) بازیکن فوتبال اهل بریتانیا است.
از باشگاه‌هایی که در آن بازی کرده‌است می‌توان به باشگاه فوتبال پورتسموث، باشگاه فوتبال سوئیندون تاون، باشگاه فوتبال تورکی یونایتد، باشگاه فوتبال نوریچ سیتی، باشگاه فوتبال برنتفورد، باشگاه فوتبال برایتون اند هوو آلبیون، و باشگاه فوتبال گورلستون اشاره کرد.